# Isha'a
Isha'a (arabisk: صلاة العشاء, ṣalāt al-ʿišāʾ) er en af islams fem tidebønner (salat). Isha'a udføres mellem tusmørke og daggry og består af fire Raka'ah.
| Islam | Spire Denne islamartikel er en spire som bør udbygges. Du er velkommen til at hjælpe Wikipedia ved at udvide den. |